# CQ 5,56
CQ 5,56 — китайский автомат, выпускающийся для продажи на экспорт и являющийся незначительно модифицированной копией американского автомата M16. Основные отличия от M16A1: иная форма цевья, пистолетной рукоятки и приклада. Имеется возможность установки подствольного гранатомёта.

## Варианты
- «военный» CQ 5,56, «полицейский» CQ-311 (CQ M-311), а также гражданский самозарядный CQ 311-1 (CQ M311-1). Боевые варианты не снискали успеха, чего нельзя сказать об гражданской версии, ставшей популярной из-за своей невысокой стоимости.
- CQ 5,56 Type A (CQ-A) — укороченный вариант (копия автомата M4A1)
- DIO S-5,56 — точная копия CQ 5,56 производства иранской компании DIO.
  - S-5,56A1 — вариант под патрон M193;
  - S-5,56A3 — вариант под патрон SS-109.